# 江上英樹
江上 英樹（えがみ ひでき、男性、1958年12月5日 - ）は、日本の編集者。神奈川県生まれ。小学館に所属し『月刊IKKI』編集長を務めていた。

## 経歴
神奈川県立横浜緑ヶ丘高等学校、東京大学文学部卒業。小学館入社後、『サウンドレコパル』編集部に配属。
『ビッグコミックスピリッツ』編集部に配属となり編集デスク、副編集長を務める。
2000年に『週刊ビッグコミックスピリッツ増刊IKKI』を立ち上げ、編集長となる。
2003年にリニューアルし『月刊IKKI』として創刊。この創刊号の巻頭言で、「コミックは、未だ「黎明期」である」と宣言する。
2014年の休刊まで、編集長を続けていた。
2006年には小学館のライトノベル文庫（ガガガ文庫・ルルル文庫）の創刊準備を兼務した。
2014年10月31日に小学館を退社。2015年4月1日、草刈大介とともに「Blue Sheep」を創設。

## 人物

### 編集者として
- 小学館の名物編集者として知られる。
  - 「ギャグの江上」：『ビッグコミックスピリッツ』編集部時代に、『コージ苑』、『伝染るんです。』、『じみへん』、『江戸むらさき特急』、『神のちから』、『サルでも描けるまんが教室』などを担当した。そのため「ギャグの江上」と呼ばれていたことがある。
  - 「不条理漫画の仕掛け人」：上記のギャグ漫画は、『スピリッツ』全盛期を担った作品であるとともに、従来のギャグと違い「不条理」「シュール」と言われ、ブームを引き起こした。その功績から「不条理漫画の仕掛け人」と呼ばれることもある。
- 『スピリッツ』で手がけた漫画には、他に『月下の棋士』、『東京大学物語』などがある。
- 『スピリッツ』時代はヒット作を多く担当していたのだが例外もある。運悪く江口寿史の『パパリンコ物語』（1985年 - 1986年／全10回で打ち切り）の担当になってしまい、まったく原稿を描かずに落としまくり逃げまくる江口につきあったために身体を壊すことになった。この連載の休載時、空いたページを埋めるための企画（『落日新聞』）に竹熊健太郎と相原コージを起用し、これが後の『サルでも描けるまんが教室』につながった。
  - 『ダカーポ』592号（2006年9月20日発売）に『パパリンコ物語』での江口逃亡の件で取材を受け記事として掲載される（記事名「仕事からの失踪 江上英樹」）。
  - 江口寿史が『スピリッツ』で再び連載を持った際に、運悪くまたもや担当となる。その連載『BOXERケン』は1ページ連載だったが、にもかかわらず作画が殴り書きだったりと不安定で、案の定何度も落ちてしまい結局打ち切りとなる。
- スピリッツ編集部に漫画を持ち込みに来た高橋しんを「こんな甘ったるい作品は駄目だ」と見逃す。しかし、二度目の持ち込みでは別の編集者（中熊一郎）が担当し、作品を評価。その後、高橋は人気作家となる。
- 作家中上健次が『スピリッツ』で漫画の原作を書こうとした際、白井勝也編集長（当時）の命により中上番となる。中上に漫画の名作を読ませるなどして漫画と小説の違いについてレクチャーし、過去に漫画原作を失敗していた（『南回帰船』）中上の再挑戦に併走することとなる。しかし、この漫画原作は、中上の早すぎる死によって世に出ることはなかった。この事情は、竹熊健太郎著『マンガ原稿料はなぜ安いのか?-竹熊漫談』（イーストプレス、2004年）に詳しい。
- 2003年、慶應義塾大学SFC熊坂研の学生が『月刊IKKI』編集部を訪れ、江上編集長にインタビューしたのだが、内容をそのまま編集せずにWEBにアップしてしまった。その中には、増刊時代の連載作家が連載を中断する状況を赤裸々に語った箇所など含まれており、ネットで話題に。その倫理性が問題視された。さらに学生が、そのインタビューに言及しただけのところも含むネット各所に削除要求をしたため、その是非についても問題となる（参考『ユリイカ』2005年4月号）。
- 同ジャンルの月刊漫画誌として『月刊アフタヌーン』をライバル視する発言が多かった。『IKKI』立ち上げ時に『アフタヌーン』の人気作家である黒田硫黄を起用したり、『アフタヌーン』で2003年12月号まで『なるたる』を連載していた鬼頭莫宏を2004年1月号から『月刊IKKI』に起用したり、同じく『アフタヌーン』で『空談師』の連載が終了した篠房六郎を起用し前作と同様のオンライン（ロールプレイング）ゲームを舞台にした作品『ナツノクモ』を連載させる、などの露骨な手法には批判の声がある。編集者も意識していたようで、「全650ページと枕のように分厚く、冗談で「小学館のアフタヌーンですね」と言ったら編集者に嫌な顔をされた。」（創刊号を読んだ竹熊健太郎のエッセイより引用）とのことである。

### 私生活
高校時代はサッカー部に所属し、早稲田大学で仮面浪人後に東京大学に入学した。東京大学時代にビートルズのコピーバンドをやるほどのビートルズマニア。このような特徴が『東京大学物語』の主人公である村上直樹と一致するため、モデルとなったのではないかという説がある。
「プリンス江上」というあだ名があるが、結婚式の際、軽井沢で馬車に乗ったことから名づけられたと思われる。
漫画家のさくらももこと親交があり、さくらが命名した「男子の会」なるサークルのメンバーである。この会は一員であるTBSテレビのプロデューサー植田博樹にちなみ、インドネシアのバリ島に植田の名を冠した焼きそば屋を開店・営業している。

### 鉄道ファンとして
鉄道ファンであることから、鉄道漫画の『鉄子の旅』を企画したり（作品中にも多く本人が登場する）、『月館の殺人』では鉄道関係知識のアドバイザーを務めたりしている（ほか、前述IKKIでは『阿房列車』の漫画化を提案、実行）。また、かつて編集を担当していた『サルでも描けるまんが教室』単行本3巻巻末で「キハ55系は2次量産型が好き」とコメントしていたこともある。自分のホームページで紹介するなどしていることからも分かるように、スイッチバックや蒸気機関車に大変な興味がある（『鉄子の旅』でもスイッチバックマニアとして描かれていて、韓国北部にあるスイッチバックを見るためだけに韓国へ旅行に行く回を作っている）。
スイッチバックで知られる木次線の存続にも危機感を持ち「出雲坂根スイッチバックをなんとかするプロジェクト」を2022年に立ち上げ、出雲横田駅近くのアパートを借りて定期券を購入し、同線のスイッチバック風景の150分の1ジオラマ作りに取り組み、イベントで展示している。
また、ビッグコミックオリジナル（小学館）に連載中のテツぼん第334話（2024年6月5日号・通巻1502号掲載）には実名で登場し、主人公の仙露鉄男に助言を与えるという役どころを作中で演じている。同人誌ではおんな鉄道ひとり旅「木次線奥出雲おろち号」編でYASCORNの取材に応じている。